# Consecuencias de la guerra de Libia de 2011
La guerra de Libia de 2011 tuvo numerosas consecuencias para el país africano. En el ámbito político, el Estado sufrió una completa remodelación y el anterior gobierno fue disuelto y perseguido. En el ámbito social y demográfico, Libia tuvo que hacer frente a un elevado número de bajas y a la ruptura de la sociedad. En el ámbito económico, se inició la reconstrucción de numerosas ciudades que habían sido destruidas y se intentó relanzar la economía del país. Por último, en el ámbito militar, sufrió un vacío de poder entre los grupos milicianos que se negaban a abandonar las armas.

## Consecuencias políticas
Tras la caída del régimen de Gadafi, la situación política del Estado libio quedó totalmente remodelada:
- 'Transformación del Estado': el nuevo gobierno suprimió la legalidad del Libro Verde de Gadafi y por ende la organización vigente del Estado (Jamahiriya). En su lugar se creó una República dirigida por una cámara parlamentaria cuyos miembros son escogidos mediante elecciones (Congreso General de la Nación) y se inició la redacción de una Constitución.[1][2][3] La figura de Hermano líder y guía de la Revolución desapareció y los poderes pasaron a los cargos de presidente y de primer ministro.[4]

- Creación de partidos políticos: en consonancia con la creación del Congreso General Nacional y la convocatoria de elecciones, surgieron diferentes facciones políticas (Alianza de Fuerzas Nacionales, Partido Justicia y Desarrollo, Partido del Frente Nacional...)[5]

- Surgimiento de nuevas corrientes ideológicas: tras la caída del régimen creció la influencia de corrientes políticas que habían sido censuradas durante los años que duró la dictadura (Federalismo Cirenaico,[6] Monárquicos Sanusíes,[7] Hermanos Musulmanes[8]…)

- Juicios contra miembros de la Jamahiriya: la mayor parte de los miembros del gobierno de Gadafi fueron procesados por delitos contra la humanidad y perseguidos por la nueva justicia. Entre ellos destacan el hijo del líder libio, Saif al Islam Gadafi,  que fue detenido en Zintan,[9] y su cuñado y jefe de inteligencia, Abdullah el Senussi, extraditado desde Mauritania.[10]

Los demás miembros de la familia Gadafi se exiliaron en otros países.
- Exclusión del gadafismo: en 2013 se elaboró la llamada Ley de Aislamiento Político, mediante la cual se prohibía participar en la vida política a todo aquel que hubiera desempeñado algún cargo en el antiguo gobierno.[12] Tras haber sido expulsados del poder, algunos partidarios de Gadafi se unieron en el Frente de Liberación de Libia, una organización paramilitar que comete actos de sabotaje contra el nuevo orden.[13]

- Eliminación del culto a Gadafi: se suprimió el personalismo que se había impuesto en torno a la figura de Gadafi[14] y se demolieron numerosos símbolos de su poder (Bab al-Azizia, Escultura de un puño aplastando un caza de EE. UU.)[15]

Tras la caída de la Jamahiriya se eligió una nueva bandera.
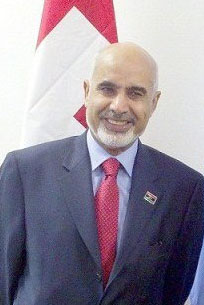
Mohamed Yousef al-Magariaf, primer presidente de Libia. Todo el sistema político libio fue remodelado.
El Congreso General de la Nación se elige mediante elecciones y tiene representantes de numerosos partidos políticos.
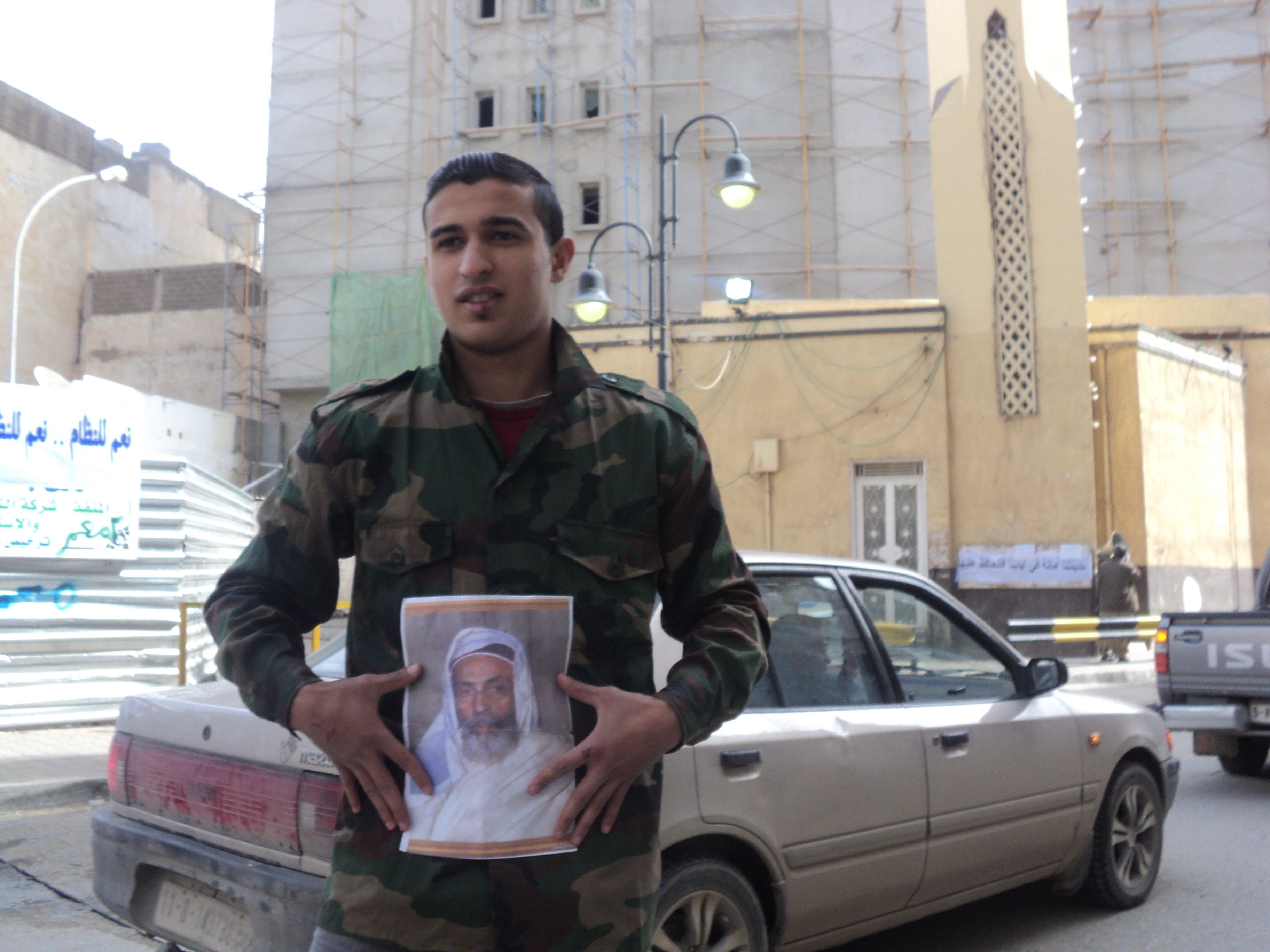
Un rebelde monárquico de Bengasi con una foto de Idris de Libia. La caída de Gadafi permitió que reaparecieran nuevos movimientos políticos que habían sido censurados.
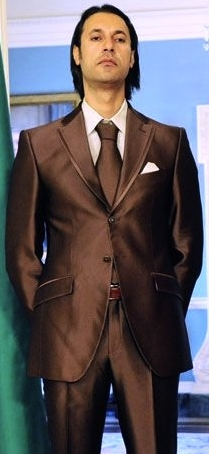
Moatassem Gadafi. Algunos de los hijos de Gadafi fueron asesinados en el conflicto, mientras que otros huyeron a países vecinos.
Bandera del movimiento de resistencia gadafista Frente de Liberación de Libia.
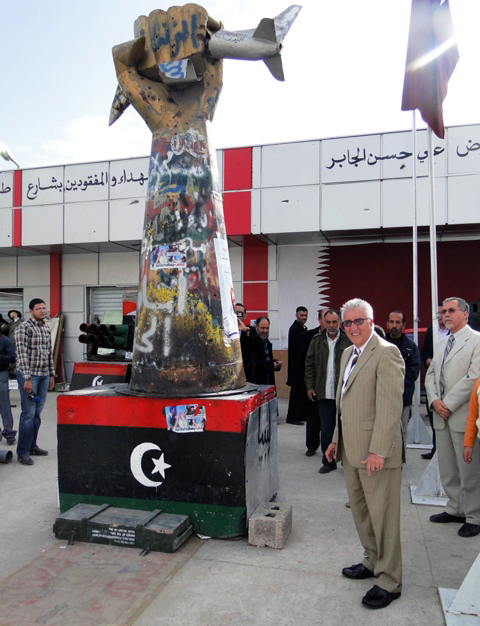
Escultura de un puño aplastando un caza de EE.UU. en el Museo de la Guerra de Misrata. Todos los símbolos del régimen fueron destruidos.

## Consecuencias sociales y demográficas
- Elevado número de muertos: aunque aún no hay una cifra de consenso, se estima que al menos 50.000 personas murieron durante la guerra, incluidos mujeres y niños. La mayor parte de las víctimas murieron en Misrata y en Zlitan, donde se estimó que habían muerto entre 15.000 y 17.000 personas.[16] A esta cifra habría que añadir a otras tantas personas que desaparecieron durante el conflicto.

Como consecuencia de esta situación se creó el Ministerio de Mártires y Desaparecidos, encargado de buscar supervivientes y realizar pruebas de ADN para identificar a los cadáveres, muchos de ellos encontrados en fosas comunes.
- Regreso de exiliados y presos políticos: según las autoridades libias, tras el final del conflicto se liberaron a más de 28.000 prisioneros que habían sido detenidos injustamente.[16]

Igualmente, muchas personas del millón de exiliados que habían huido del gobierno de Gadafi volvieron al país para reintegrarse en la sociedad.
- Reintegración de los milicianos: después de haber tomado las armas, muchos de los civiles que se unieron a las milicias para derrocar a Gadafi tuvieron problemas para reintegrarse a su vida anterior.[19]

- Ruptura de la sociedad: tras el enfrentamiento de civiles partidarios y opositores a Gadafi, se produjo una ruptura de la sociedad, dando lugar a situaciones de violencia y venganza entre la población libia.[20] Esta situación se puso de especial manifiesto en las zonas tribales del sur del país, donde distintas tribus se atacaron mutuamente por su alineación durante la guerra.[21]

- Extensión del islamismo: a raíz de la caída de Gadafi el fervor religioso se extendió en una sociedad tradicionalmente conservadora y un sector social y político viró hacia el extremismo islámico, pidiendo la imposición de la Sharia.[22] Como consecuencia, se extendieron grupos salafistas que destruyeron numerosos mausoleos islámicos del país al considerarlos una herejía iconoclasta que se aleja de la ortodoxia del islam original.[23]

- Marginación de la sociedad negra: varios miembros de la población negra del país fueron maltratados y ejecutados, acusados de pertenecer a los grupos mercenarios que Gadafi traía del África Subsahariana.[24]

- Movimiento feminista: durante el tiempo que duró el conflicto, muchas mujeres denunciaron que habían sido violadas por las tropas leales a Gadafi.[25] Tras la caída de su gobierno, las mujeres libias reclamaron una mayor importancia en la sociedad.[26]

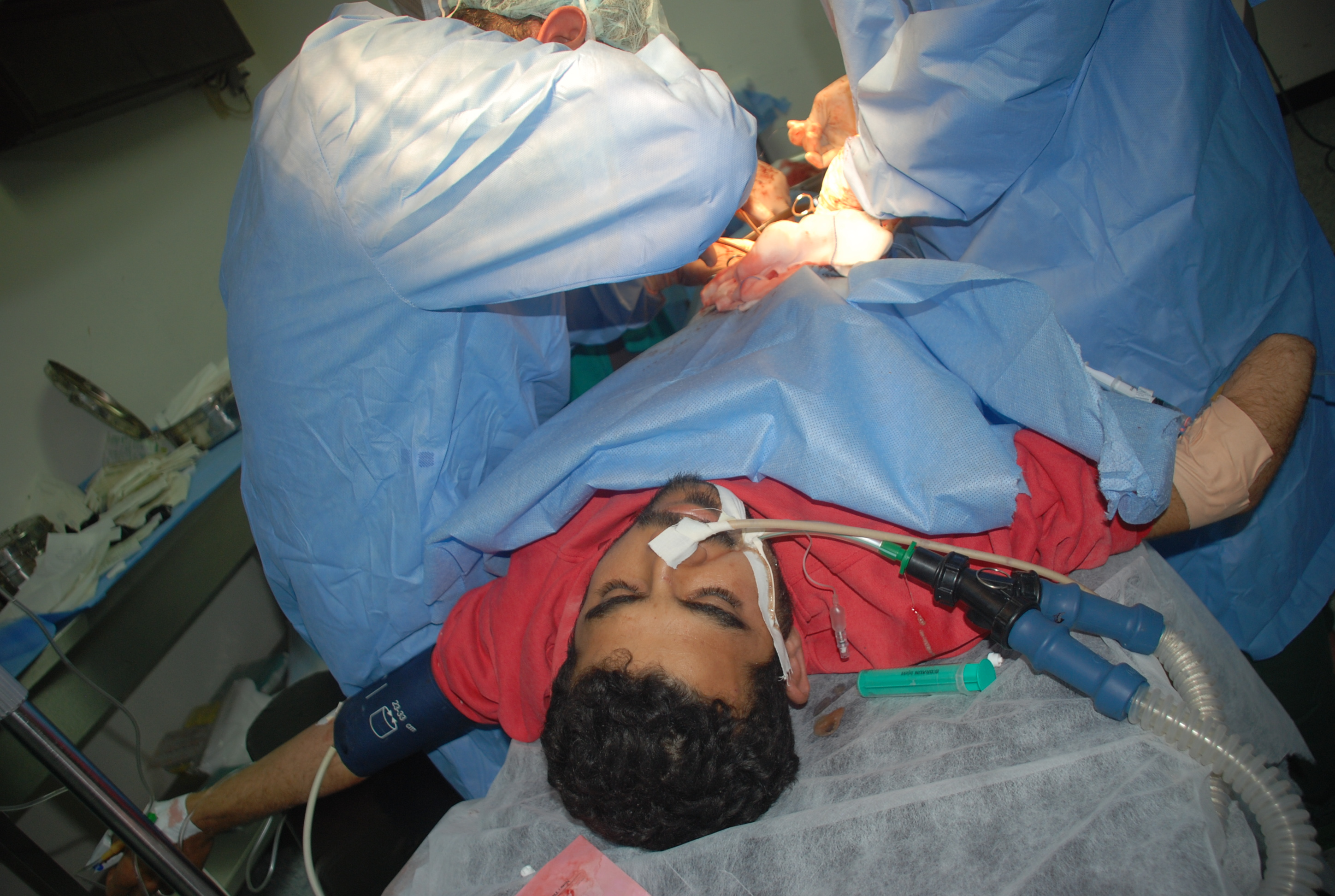
Rebelde herido en el hospital de Al Baida. Alrededor de 50.000 personas murieron en el conflicto
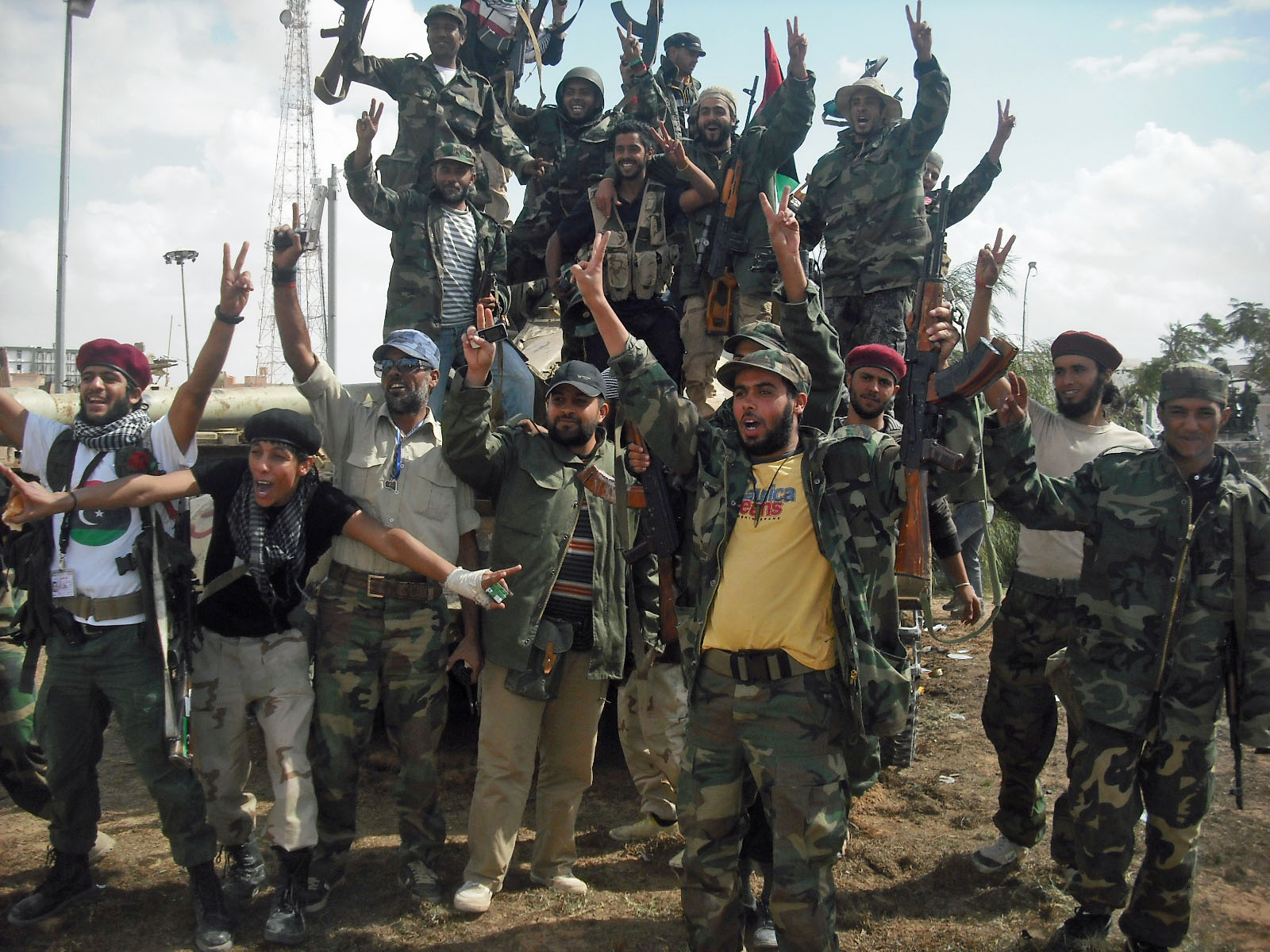
Muchos civiles que se unieron a las milicias tuvieron dificultades para reintegrarse en la sociedad.
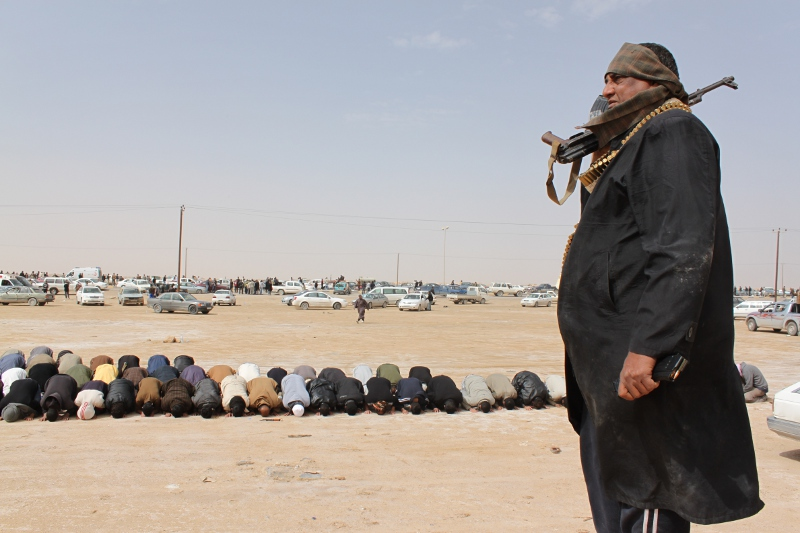
Rebeldes haciendo el rezo musulmán. El islamismo radical creció en Libia.
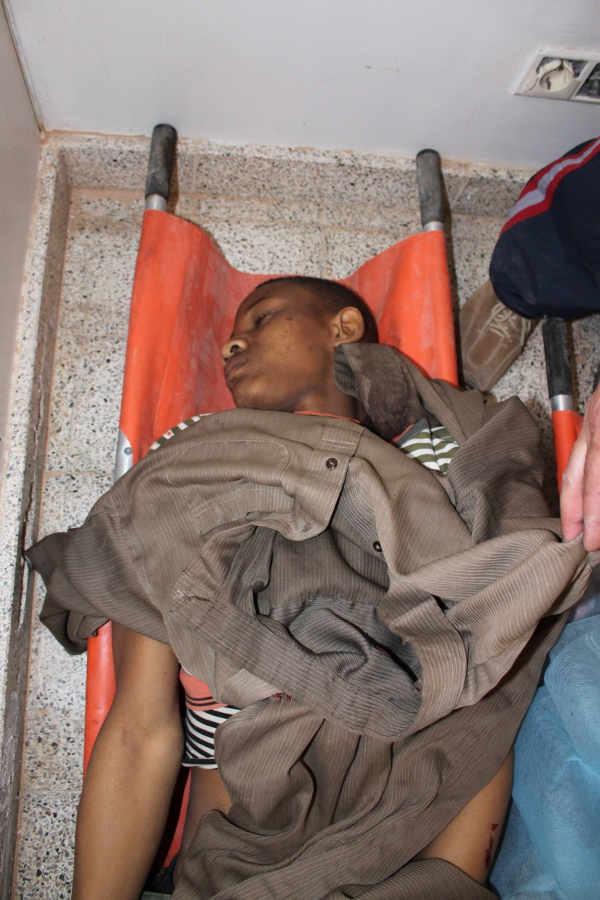
Algunos libios de origen subsahariano fueron acusados de ser mercenarios al servicio de Gadafi y asesinados.
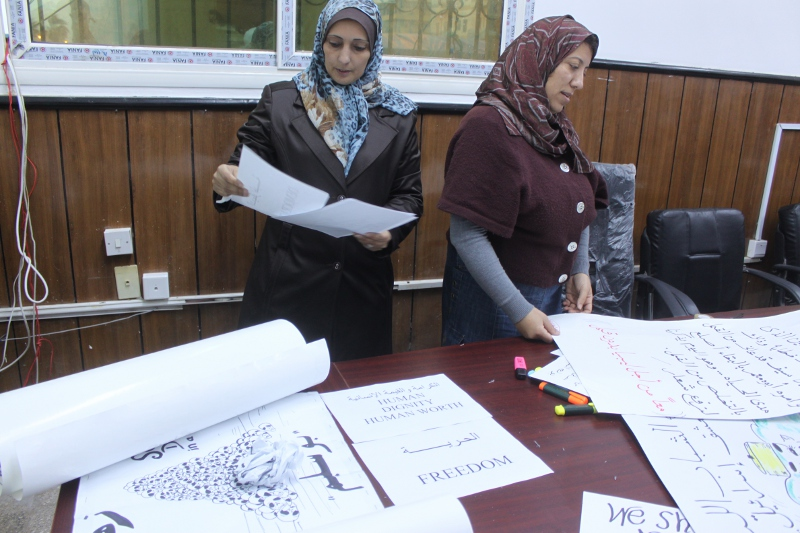
Las mujeres libias demandaron un papel más activo en la sociedad.

## Consecuencias económicas
- Ciudades e infraestructuras destruidas: como consecuencia del uso de armas pesadas y de los intensos bombardeos por parte de Gadafi, así como por la intervención militar de la OTAN, muchas ciudades de Libia quedaron ampliamente destruidas. Entre las más dañadas destacan Misrata[27] y Sirte.[28]

- Nuevo modelo económico: tras la caída de Gadafi y la abolición de su Tercera teoría universal, de ideología Baazista,[29] Libia reorientó su economía hacia el capitalismo.[30]

- Exportación de petróleo: Libia, uno de los países con mayor cantidad de petróleo, firmó numerosos contratos petroleros con empresas occidentales tras el fin del conflicto, tales como la italiana Ente Nazionale Idrocarburi y las empresas suizas Vitol y Glencore Xstrata. Así, la producción de petróleo volvió a los niveles anteriores a la guerra - a 1,6 millones de barriles diarios-. No obstante, las protestas y la presencia de milicias armadas provocó cierta reticencia entre los inversores internacionales.[31][32]

- Búsqueda del dinero de Gadafi: durante el gobierno de Muamar el Gadafi, muchos expertos tenían la sospecha de que Gadafi había cogido millones de dólares del dinero público para sí, y el nuevo gobierno inició una búsqueda para encontrar dichas cuentas bancarias. Actualmente han reunido más de 770 millones de euros que tenía Gadafi en cuentas ocultas de Sudáfrica en forma de dinero, oro y diamantes.[33]

- Lucha contra la corrupción: el Congreso General Nacional impulsó nuevas medidas para hacer más transparente la economía del país, y para ello retomó un proyecto del antiguo gobierno consistente en los llamados Números de Identificación Nacional, un único número que se le da a cada ciudadano para que el gobierno pueda controlar que las transferencias y los pagos fueran a las personas correctas y evitar así la manipulación del sistema. La idea de este plan vino a raíz de un estudio del nuevo gobierno que demostró que muchos trabajadores imaginarios estaban cobrando dineros del Gobierno.[34]

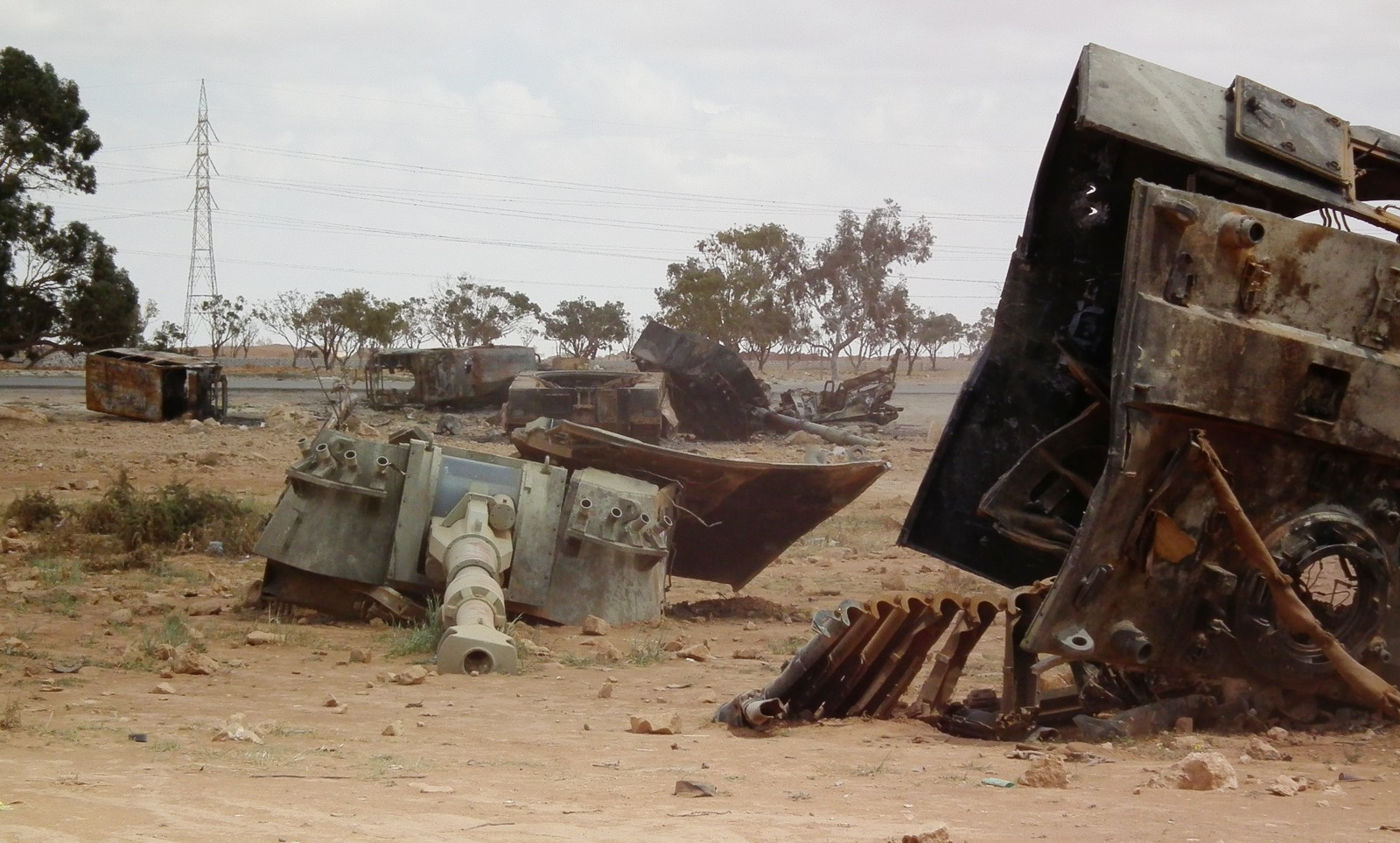
La guerra dejó numerosas ciudades e infraescutras destruidas
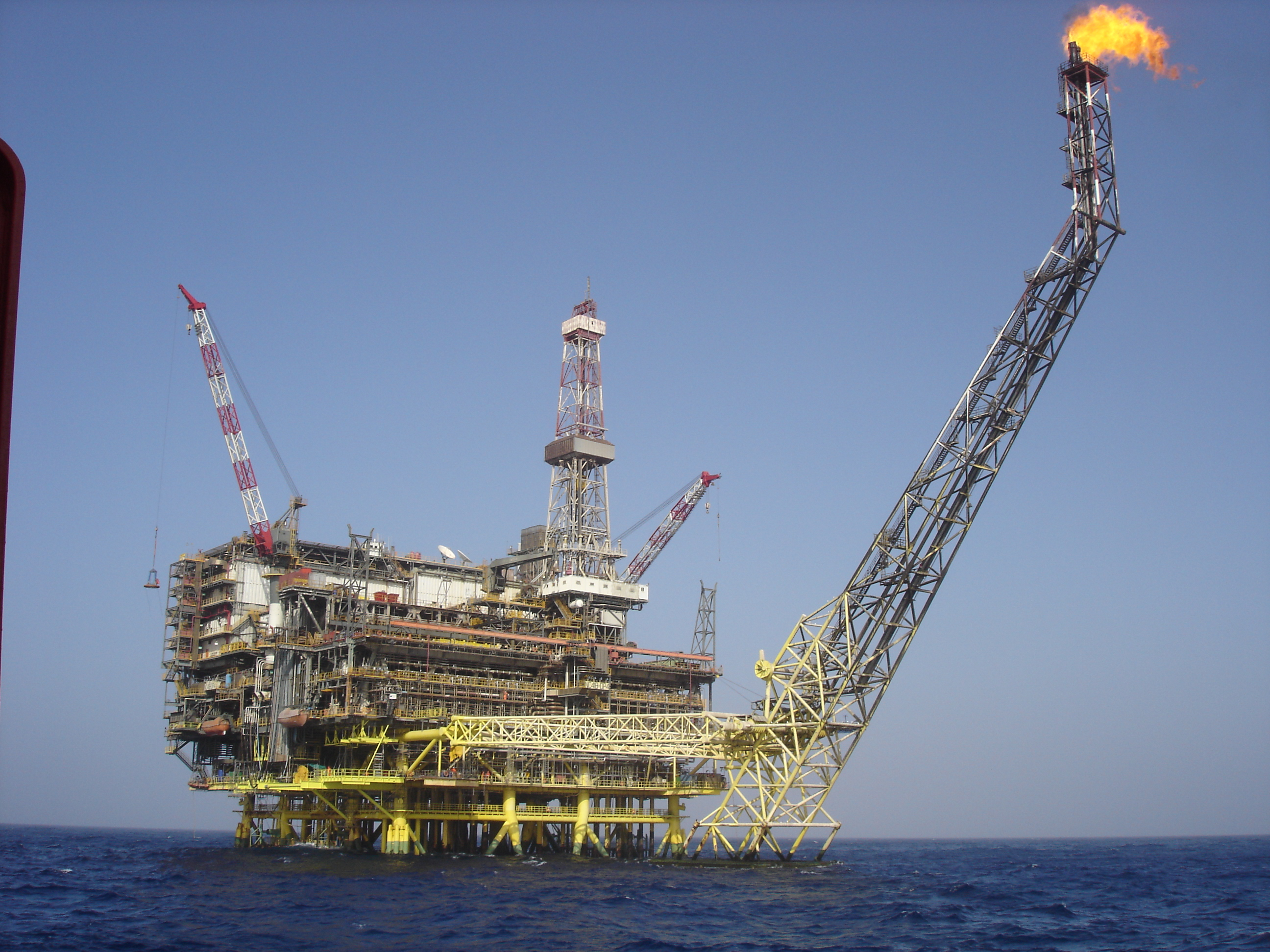
Plataforma petrolera de ENI en las aguas de Libia